# ويلسون أنطونيو
ويلسون أنطونيو المعروف بـ ويلسينهو هو لاعب كرة قدم برازيلي، من مواليد 20 أغسطس 1982 في البرازيل.
لعب سابقاً في لعدة أندية منها نادي نجران السعودي، نادي الجهراء الرياضي،و لعب أيضا لـ نادي الصليبيخات.

## روابط خارجية
- ويلسون أنطونيو على موقع قاعدة بيانات كرة القدم.إي يو (الإنجليزية)
- ويلسون أنطونيو على موقع كووورة